# Coqueta
Coqueta es una película del año 1929 dirigida por Sam Taylor y protagonizada por Mary Pickford, quien ganaría por ella el Oscar a la Mejor actriz en su segunda edición.

## Sinopsis
Norma Besant (Mary Pickford), hija del doctor Besant, un médico sureño, es una chica incorregible y con muchos pretendientes que quieren pedir su mano en matrimonio. Su padre quiere que inicie relación con Stanley (Matt Moore), pero Norma se resiste, al haber conocido a un hombre más sencillo llamado Michael Jeffrey (Johnny Mack Brown), del que se acaba enamorando profundamente. Su padre desaprueba esta relación y le ordena que no vuelva a verlo. Aunque le da su palabra a su padre, planea pronto casarse con Michael y huir con él de los lazos familiares a una casita en el valle.

## Reparto
- Mary Pickford como Norma Besant.
- Johnny Mack Brown como Michael Jeffery.
- Matthew Moore como Stanley 'Stan' Wentworth.
- John St. Polis como Dr. John M. Besant.
- William Janney como James 'Jimmy' Besant.
- Henry Kolker como Dist. Atty. Jasper Carter.
- George Irving como Robert 'Bob' Wentworth.
- Louise Beavers como Julia.

## Oscar
| Año  | Categoría               | Nominados     | Resultado |
| ---- | ----------------------- | ------------- | --------- |
| 1929 | Oscar a la mejor actriz | Mary Pickford | Ganadora  |